# صاروخ باليستي عابر للقارات

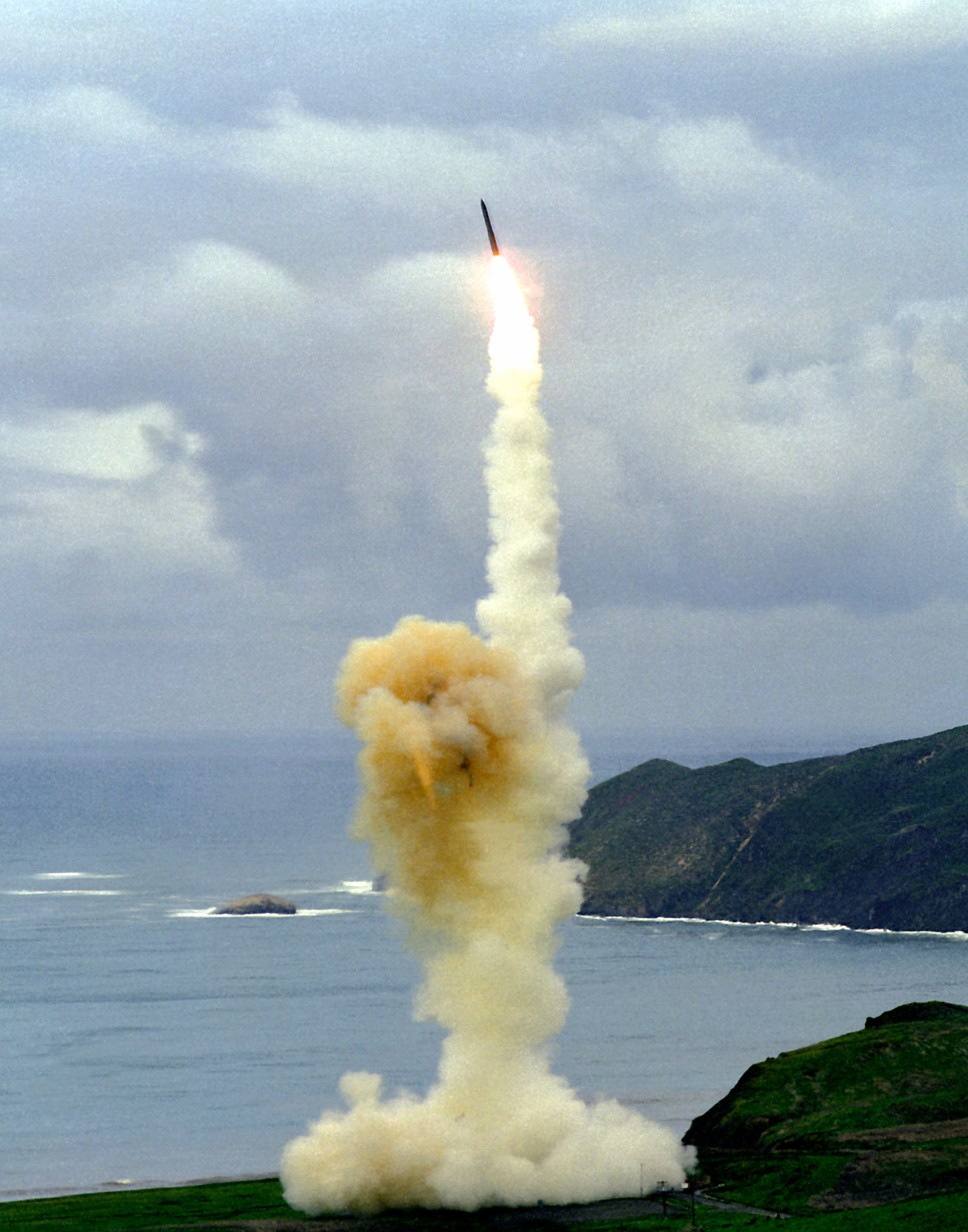
تجربة إطلاق الصاروخ مينيوتمان 3 العابر للقارات من قاعدة فاندنبرج الجوية، كاليفورنيا، الولايات المتحدة الأمريكية.

الصواريخ عابرة القارات (بالإنجليزية: Intercontinental Ballistic Missile أو ICBM) هي صواريخ بعيدة المدى (أي أن مداها أكبر من 5.500 كم أو 3.500 ميل) صممت في الأساس لحمل الأسلحة النووية لإصابة أهدافها، حيث قد يحمل الصاروخ رأساً نووياً واحداً أو أكثر، وقد يحمل رؤوساً حربية تقليدية ولكن بفاعلية مختلفة، من خلال التصميمات الحديثة تم تصنيع برنامج أطلق عليه المركبات العائدة التي تستهدف العديد بشكل مستقل (multiple independently targetable reentry vehicles (MIRVs فالصاروخ الواحد لديه القدرة على حمل عدة رؤوس كل منها يمكن أن يصيب هدفاً مختلفاً.
وتختلف الصواريخ عابرة القارات بمداها الأكبر عن باقي الصواريخ متوسطة المدى وصغيرة المدى، وتوجد هذه الصوايخ بـ روسيا، الولايات المتحدة، الصين والهند وكوريا الشمالية التي تقوم مؤخراً بتطوير الصواريخ بعيدة المدى بعد نجاحها في تجربة الصواريخ قصيرة ومتوسطة المدى، بعض الأجهزة الاستخباراتية تشك في قيام كوريا الشمالية بتطوير مثل هذه الصواريخ، في عام 1991م اتفقت كل من الولايات المتحدة الأمريكية وروسيا على تقليل نسبة الصواريخ عابرة القارات لدى كل منهما. والصاروخ له محركان الأول: لانطلاقه من اليابسة، والثاني: عند نزول الصاروخ تحت تأثير الجاذبية ليحدث المزيد من التدمير.

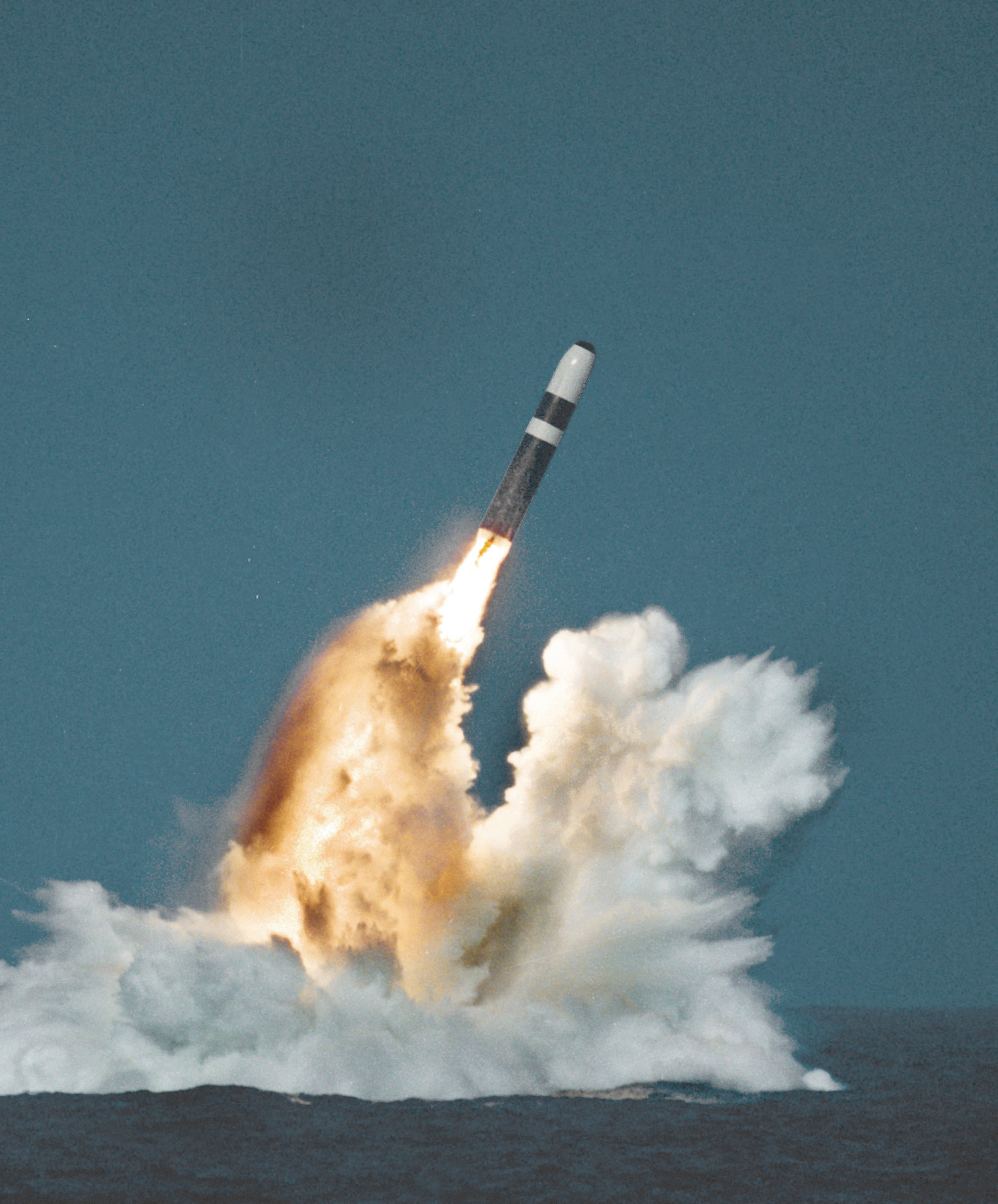
صاروخ ترايدنت II تستخدمه كل من البحرية الأمريكية والبحرية الملكية ضمن الصواريخ المنطلقة من الغواصات، الصاروخ الواحد قادر على حمل 12 رأس حربي.

- صاروخ باليستي عابر للقارات (ICBM) هي الصواريخ الباليستية طويلة المدى مع (أكبر من 5500 كم أو 3500 ميل) مصممة عادة لتستخدم كأسلحة نووية (لتحمل واحدة أو أكثر من الرؤوس الحربية النووية)، هل الصواريخ الباليستية ونظراً لمداها الكبير وقوتها التدميرية، في حال اندلاع حرب نووية شاملة (برية وبحرية) القائمة على تحمل أكثر من القوة التدميرية.

تتميز الصواريخ العابرة للقارات بسرعة أعلى من الصواريخ الباليستية الأخرى: الصواريخ الباليستية فوق متوسطة المدى (IRBMs)، الصواريخ الباليستية متوسطة المدى (MRBMs)، الصواريخ البالستية قصيرة المدى (SRBMs) - أقصر مدى هذه الصواريخ البالستية معروفة جماعياً باسم الصواريخ البالستية المسرح. لا يوجد تعريف موحد لتصنيف الصواريخ من كونها عابرة القارات، أو فوق متوسطة المدى، أو متوسطة المدى، أو قصيرة المدى. 
في حين أن الرؤوس الحربية للصواريخ الباليستية المسرح غالباً ما تكون تقليدية، وقد تم قارات لا يتجزأ من ما يقرب من علاقتهم مع الرؤوس الحربية النووية. واعتبر 'النووية قارات' كمصطلح زائدة عن الحاجة. تجنب التخطيط الاستراتيجي مفهوم يميل تقليديا للقارات، ويرجع ذلك أساسا أي إطلاق قارات يهدد العديد من البلدان ويتوقع أن تتفاعل تحت افتراض الأسوأ أنه هجوم نووي. هذا التهديد من قارات لتقديم مثل هذه الضربة القاتلة بسرعة من أجل أهداف في أنحاء العالم وأدى في حقيقة مثيرة للاهتمام أن لم يكن هناك أي اختبار نهاية إلى نهاية قارات المسلحة نوويا. ومع ذلك، وانظر أيضا موجه الضربة العالمية.

## الحرب العالمية الثانية
وقد أجري أول التصميم للصواريخ عابرة القارات في العالم هو صاروخ A9/10 في ألمانيا النازية من قبل فريق من فيرنر فون براون وقد كان يسمى مشروع Amerika، وقد كان الهدف إستخدامه في تفجير نيويورك ومدن أمريكية أخرى، الصاروخ A9/A10 في البداية كان المقصود أن يسترشد بموجات الراديو، ولكن تم تغييره ليكون طائرة تجريبية بعد فشل عملية إلستر. وكانت المرحلة الثانية من تصميم الصاروخ A9/A10 قد تم اختبارها عدة مرات بين يناير وفبراير 1945. وكان قبل صاروخ A9/A10 الصاروخ V2 الألماني الذي صمم أيضا من قبل فون برون وقد استخدم على نطاق واسع في نهاية الحرب العالمية الثانية لقصف المدن البريطانية والبلجيكية، تستخدم جميع هذه الصواريخ الوقود السائل في دفعها، بعد الحرب، انتقل فون براون وغيره من العلماء الألمان إلى الولايات المتحدة للعمل في الجيش الأمريكي من خلال عملية مشبك الورق، قدم تطوير الصواريخ العابرة للقارات، وفوق متوسطة المدى، والقاذفات.
ومن الجدير بالذكر أنه أحد قادة الجيش الأمريكي الجنرال (هاب أرنولد) توقع هذه التكنولوجيا فقد كتب في عام 1943:
في يوم من الأيام، وليس بالبعيد، يمكن أن تأتي هناك صاعقة من مكان ما - ونحن لن نكون قادرين على سماع ذلك، وسوف تأتي بسرعة - نوعاً من الأداة مع مادة متفجرة قوية بحيث قذيفة واحدة سوف تكون قادرة على القضاء على مدينة واشنطن تماماً.

## صواريخ محددة
إن كل من روسيا والولايات المتحدة، والصين والهند وكوريا الشمالية (أكثر الدول استخداما للصواريخ البالستية) من الدول المعروفة حالياً بامتلاك صواريخ عابرة للقارات ذات قاعدة برية 
تقوم الولايات المتحدة الأمريكية حالياً بتشغيل 450 صاروخ عابر للقارات في ثلاثة قواعد تابعة للقوات الجوية الأمريكية النموذج الوحيد المعلن عنه هو LGM-30G Minuteman-III. 
تم تدمير جميع صواريخ القوات الجوية الأميركية من طراز Minuteman-II وفقاً لمعاهدة ستارت، وتدمير منصات إطلاقها أو بيعها للجمهور، للامتثال لمعاهدة ستارت الثانية بالإضافة إلى استبدال الرؤوس الحربية لمركبات العائدة التي تستهدف العديد بشكل مستقل (MIRVs)، بالصواريخ ذات رأس حربي واحد، من قبل قوات حفظ السلام عام 2005، ومع ذلك ومنذ التخلي عن معاهدة ستارت الثانية، يقال أن الولايات المتحدة تعيد النظر في الاحتفاظ بحوالي 800 رأس حربي على 450 صاروخ موجودين.